# Italia all'VIII Universiade
L'Italia partecipò alla VIII Universiade, tenutasi a Roma dal 18 al 21 settembre 1975, con una sua delegazione alle gare di atletica leggera, le sole che si disputarono in questa edizione, poi cancellata.

## Medagliere per discipline
| Sport            | Oro | Argento | Bronzo | Totale |
| ---------------- | --- | ------- | ------ | ------ |
| Atletica leggera | 5   | 1       | 1      | 7      |
| Totale           | 5   | 1       | 1      | 7      |

### Dettaglio
| Sport                          | Oro                          | Argento                           | Bronzo |
| ------------------------------ | ---------------------------- | --------------------------------- | ------ |
| Atletica leggera               |                              |                                   |        |
| Pietro Mennea (100 m)          | Sara Simeoni (salto in alto) | Renato Dionisi (salto con l'asta) |        |
| Pietro Mennea (200 m)          | Sara Simeoni (salto in alto) | Renato Dionisi (salto con l'asta) |        |
| Franco Fava (5000 m)           | Sara Simeoni (salto in alto) | Renato Dionisi (salto con l'asta) |        |
| Franco Fava (10000 m)          | Sara Simeoni (salto in alto) | Renato Dionisi (salto con l'asta) |        |
| Enzo Del Forno (salto in alto) | Sara Simeoni (salto in alto) | Renato Dionisi (salto con l'asta) |        |